# Arno Breker
Arno Breker (19. července 1900 v Eberfeldu – 13. února 1991 v Düsseldorfu) byl německý sochař a architekt. Nejvíce proslul obřími sochami čistokrevných árijců, tak jak si je představoval Hitler.

## Život
Již od dětství jej zajímalo umění. Studoval nejprve u Adolfa von Hildebranda sochařství a v roku 1920 začal studovat na akademii v Düsseldorfu, kde dosáhl mimo jiné ceny guvernéra Düsseldorfu. Již během 20. let získal různé ceny. Mimo jiné obdržel zakázku od města Budberg na vytvořetí válečného památníku. Roku 1927 se usadil v Paříži. Zde se stýkal s malíři jako Robert Delaunay, Georges Braque a obchodníkem Danielem-Henry Kahnweilerem, který jej naučil rozumět Piccasově dílu. Stýkal se i se sochaři jako Aristide Maillol či Constantin Brâncuşi. Obdržel objednávku od kostela sv. Matouše v Düsseldorfu. V roce 1932 získal pruské stipendium pro cestu do Říma a pobyt ve Ville Medici, a zde, v Římě restauroval poškozenou Michelangelovu sochu Pieta. V roce 1934 se vrátil do Německa a dostal se rychle do vlivu nacistů. Nacisté brali jeho umění jako povznášející příklad proti všemu „dekadentnímu a zvrhlému“, jak nazývali díla malířů a sochařů s nimiž se Breker v Paříži stýkal. V této době se Breker také stal porotcem pro výběr plastiky na výstavu „Velké německé umění“ a vytvořil bustu Richarda Wagnera pro Hitlerovo letní sídlo v Baumgartenu v Mnichově. Také vytvořil plastiky pro Německý pavilón na Světové výstavě v Paříži v roce 1937. V roce 1938 navrhl postavy pro sál Říšského kancléřství, projektovaný Albertem Speerem. Za války mnohokrát jel do Paříže, kde se pokusil strhnout k spolupráci i francouzské umělce. Po válce byl obviněn, že se svými sochami podbízel vkusu Třetí Říše. Odpověděl: „Nikdy jsem s nacismem neměl nic společného.“ Proto byl propuštěn. Několik jeho soch bylo vystaveno v Centre Georges Pompidou v Paříži roku 1981. V roce 1985 bylo z iniciativy rodiny Bodensteinů zřízeno na jejich zámku Nörvenich soukromé Muzeum Arno Brekera. Zemřel v Düsseldorfu 13. února 1991.

## Galerie

Díla Arno Brekera
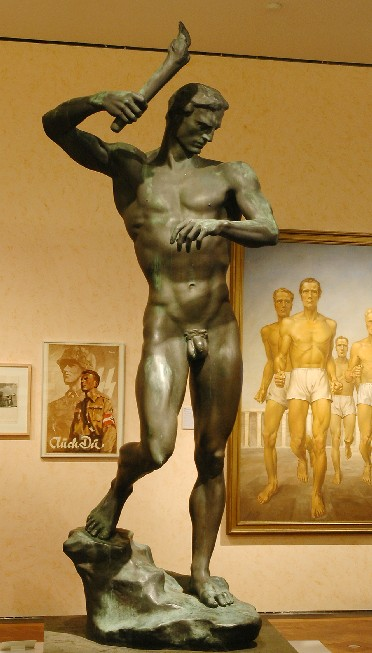
Prométheus (1934)
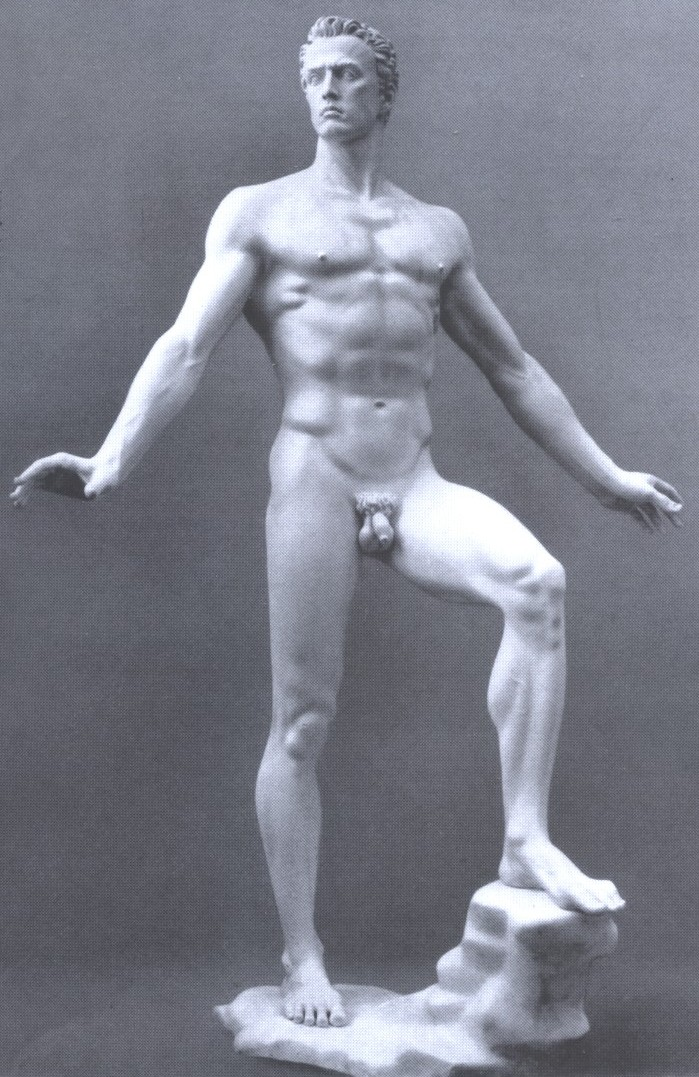
Vítěz (1939)
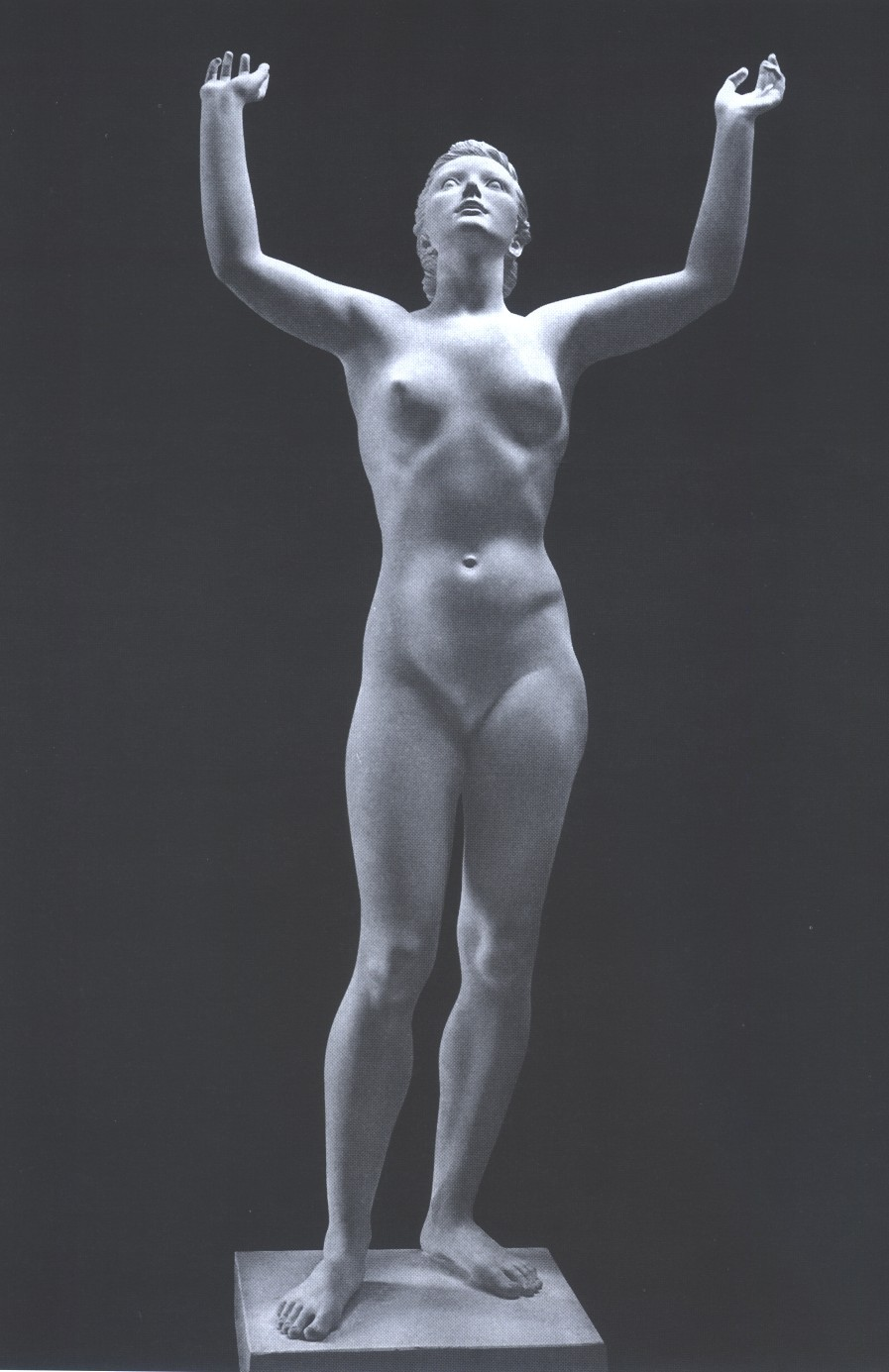
Eos (1939)
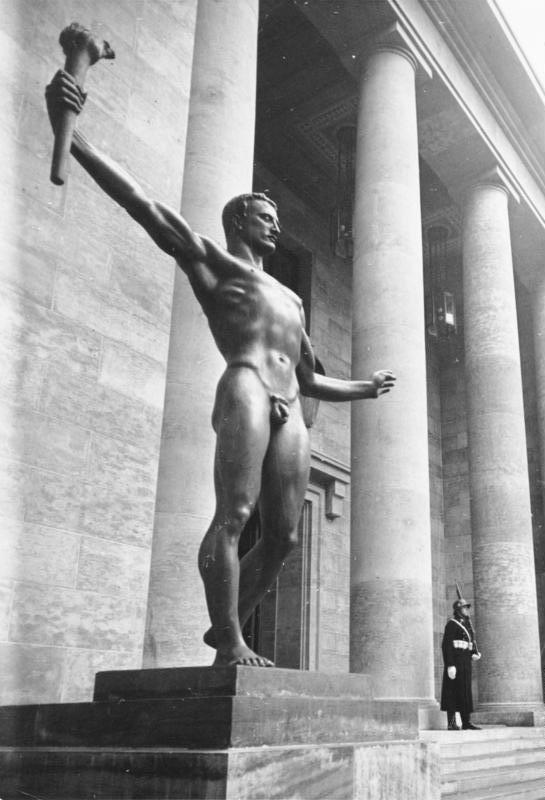
Socha Strana před Říšským kancléřstvím
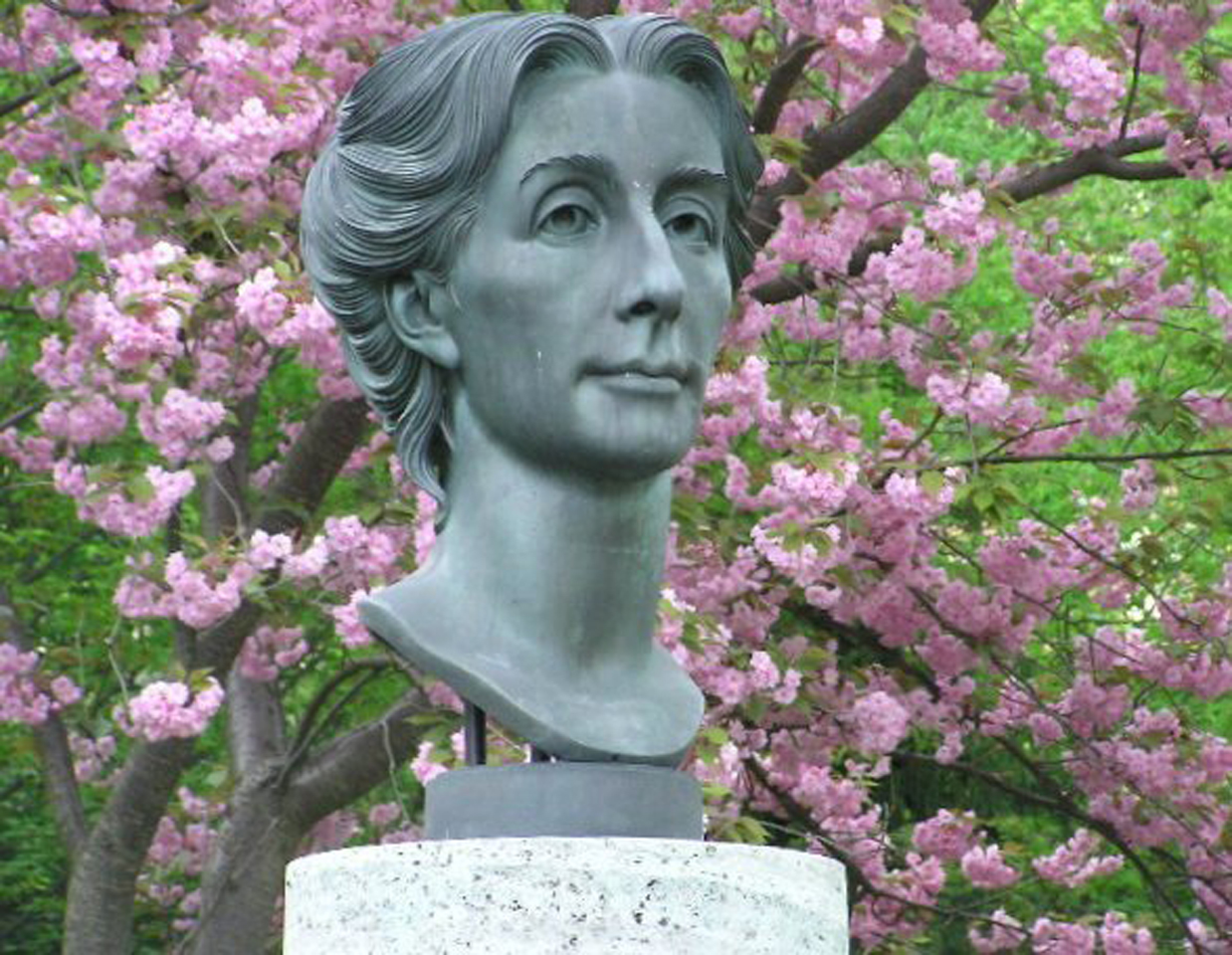
Portrét Cosimy Wagnerové v parku před Festivalovým divadlem Richarda Wagnera v Bayreuthu
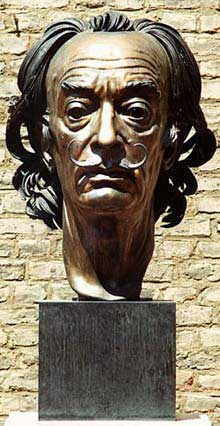
Portrét Salvadora Dalího (1975)